# Club Atlético Talleres (Remedios de Escalada)
O Club Atlético Talleres (também conhecido como Talleres de Remedios de Escalada ou Talleres RE) é um clube argentino de futebol, sediado em Remedios de Escalada, na província de Buenos Aires. Disputa atualmente a Primera B Nacional, e foi fundado em 1º de junho de 1906 como Talleres United Football Club.
Esta equipe tem uma enorme rivalidade com o Lanús, Banfield, Los Andes e Temperley. Manda seus jogos no Estádio de Talleres, que possui capacidade para 15 mil lugares.
Foi no Talleres que o ex-lateral Javier Zanetti iniciou sua carreira profissional, em 1992. Além dele, Germán Denis, José Leandro Andrade, Fleitas Solich, Oscar Más e Gustavo Quinteros tiveram passagens pelo clube.

## Títulos
- Primera B (2): 1925 AAm[nota 1], 1987–88
- Primera C (2): 1970, 1978